# Liste der Pelota-Stadien
Die folgende Liste nennt die bekannten und historischen Anlagen und Bauwerke, die in Spanien für den Nationalsport Pelota seit 1884 errichtet wurden. Ein Teil der Pelota-Stadien steht heute unter Denkmalschutz.
Die meist zentral gelegenen Frontónspielstätten verfügen je nach Spielvariante Spielplätze, die zwischen 35 und 70 Meter lang und bis zu 20 Meter breit sind. Neben den klassischen Freiluftfrontóns gibt es besonders in Städten auch überdachte Frontóns mit Tribünen, die über eine Sitzplatzkapazität bis zu 2500 Zuschauern verfügen.
Eine Unterart des Frontóns wird auch als Trinquete bezeichnet, besonders in Lateinamerika. Vor allem in Argentinien ist es die offizielle Bezeichnung der modernen homologierten Plätze für den Pelotasport. In der Region Valencia wird ebenfalls die Bezeichnung Trinquete verwendet und unterscheidet sich mit der Spielversion Pelota valenciana von der Pelota vasca, die mit der Hand oder mit Schlägern gespielt werden.
| Stadion                  | Stadt                  | Eröffnung |
| ------------------------ | ---------------------- | --------- |
| Frontón Adarraga         | Logroño                | 1964      |
| Frontón Astelena         | Eibar                  | 1904      |
| Frontón Atano III        | Donostia-San Sebastián | 1963      |
| Frontón Beotibar         | Tolosa                 | 1890      |
| Frontón Beti Jai         | Madrid                 | 1894      |
| Frontón Miribilla        | Bilbao                 | 2011      |
| Frontón Deportivo        | Bilbao                 | 1967      |
| Frontón Euskal Jai-Berri | Pamplona               | 1962      |
| Frontón Euskal-Jai       | Pamplona               | 1909      |
| Frontón Madrid           | Madrid                 | 1929      |
| Frontón Recoletos        | Madrid                 | 1935      |
| Frontón Galarreta        | Hernani                | 1970      |
| Frontón Gros             | San Sebastián          | 1938      |
| Frontón Labrit           | Pamplona               | 1952      |
| Frontón Ogueta           | Vitoria-Gasteiz        | 1979      |
| Trinquete de Gros        | San Sebastián          | 1884      |
| Trinquete de Mendillorri | Pamplona               | 2002      |